# Medardo Joseph Mazombwe
Medardo Joseph Mazombwe (Chundamira, 24 september 1931 – Lusaka, 29 augustus 2013) was een Zambiaans geestelijke en een kardinaal van de Rooms-Katholieke Kerk.
Mazombwe werd op 4 september 1960 tot priester gewijd. Vervolgens was hij werkzaam als coadjutor en rector op het seminarie van Kasina, en als hoogleraar godsdienst in Chadiza.
Op 11 november 1970 werd Mazombwe benoemd tot bisschop van Chipata; zijn bisschopswijding vond plaats op 7 februari 1971. Hij was drie keer voorzitter van de bisschoppenconferentie van Zambia (1972-1975, 1988-1990 en 1999-2002). Van 1979 tot 1986 was hij voorzitter van de vereniging van bisschoppenconferenties in Oost-Afrika. Op 30 november 1996 werd hij benoemd tot aartsbisschop van Lusaka.
Mazombwe ging op 28 oktober 2006 met emeritaat.
Tijdens het consistorie van 20 november 2010 werd Mazombwe kardinaal gecreëerd, met de rang van kardinaal-priester. De Sant'Emerenziana a Tor Fiorenza werd zijn titelkerk. Wegens zijn leeftijd was hij niet stemgerechtigd op het conclaaf van 2013.